# Fenpropimorph
Fenpropimorph ist eine racemische chemische Verbindung aus der Gruppe der Morpholine.

## Gewinnung und Darstellung
Für die Darstellung von Fenpropimorph wurden in der Literatur verschiedene Wege beschrieben:
Es kann durch Reaktion von Diisopropanolamin mit Schwefelsäure und der Reaktion des entstehenden 2,6-Dimethylmorpholin mit Ameisensäure und 3-para-tert-Butylphenyl-2-methylpropanal gewonnen werden.
Fenpropimorph kann auch in ionischen Flüssigkeiten wie 1-Butyl-1-methyl-pyrrolidinium-bis[(trifluormethyl)sulfonyl]amid ([bmpyrr][NTf2]) synthetisiert werden. Dabei wird entweder von 4-tert-Butylbenzyliodid ausgegangen, das mittels Heck-Reaktion in Lilial überführt und anschließend mit 2,6-Dimethylmorpholin reduktiv zum Fenpropimorph aminiert wird. Alternativ kann auch von 4-tert-Butylbenzaldehyd ausgegangen werden, der mittels Aldol-Kondensation, Hydrierung und ebenfalls reduktiver Aminierung ins Produkt überführt werden kann.
Eine siebenstufige stereoselektive Synthese des (S)-Enantiomers ist ebenfalls literaturbekannt.

## Eigenschaften
Fenpropimorph ist eine brennbare, wenig flüchtige, farb- und geruchlose Flüssigkeit, die praktisch unlöslich in Wasser ist. Es ist stabil gegenüber Photolyse und Hydrolyse bei pH-Werten von 5, 7 und 9.

## Verwendung
Fenpropimorph wird als Fungizid verwendet. Es wird als Holzschutzmittel präventiv gegen holzverfärbende und holzzerstörende Pilze eingesetzt. Es hemmt am Zellwandaufbau beteiligte Enzyme und verhindert die Sterol-Biosynthese. Es dient weiterhin der Bekämpfung von Echtem Mehltau bei Weizen, Gerste und Roggen, Gelb- und Braunrost bei Weizen, sowie Rhynchosporium-Blattfleckenkrankheit bei Wintergerste. Die Verbindung wurde 1983 auf den Markt gebracht.

## Zulassung
In den Staaten der Europäischen Union war der Wirkstoff Fenpropimorph seit Mai 2009 für Anwendungen als Fungizid bei Pflanzenschutzmitteln zulässig. Seit 30. April 2019 sind Pflanzenschutzmittel mit diesem Wirkstoff in der EU nicht mehr zugelassen. Auch in der Schweiz besteht keine Zulassung mehr.

## Sicherheitshinweise
Fenpropimorph ist als reproduktionstoxisch eingestuft und kann möglicherweise das Kind im Mutterleib schädigen.